# Edwin Maxwell
Edwin Maxwell (* 9. Februar 1886 in Dublin; † 13. August 1948 in Falmouth, Massachusetts) war ein irischer Schauspieler.

## Leben und Karriere
Edwin Maxwell wanderte in jungen Jahren von Irland in die Vereinigten Staaten aus. Sein Debüt am Broadway gab er im August 1918, wo er bis zum Jahre 1928 in 14 Stücken spielte. Wie viele andere Theaterschauspieler zog es ihn mit Beginn des Tonfilmes Ende der 1920er-Jahre nach Hollywood. Maxwell hatte seinen ersten Filmauftritt bereits 1914 im Kurzfilm The Adventures of a Girl Reporter absolviert, jedoch war dies für 15 Jahre sein einziger Film. Zu seinem zweiten Film wurde im Jahre 1929 Der Widerspenstigen Zähmung, in welchem er neben dem berühmten Schauspielerehepaar Douglas Fairbanks senior und Mary Pickford die Rolle des Baptista spielte.
Bis zu seinem Tod hatte Maxwell über 150 Filmauftritte, meistens in kleineren bis mittleren Nebenrollen. Er verkörperte vor allem Autoritätsfiguren wie Anwälte, Geschäftsmänner, Ärzte oder Vorgesetzte; sowohl gutmütiger als auch bösartiger Natur. Er hatte Nebenrollen in vier Filmen, die den Oscar als Bester Film des Jahres gewannen: In Im Westen nichts Neues (1930) als Vater der Titelfigur Paul Bäumer, in Menschen im Hotel (1932) als Arzt Waizt, in Der große Ziegfeld (1936) als Theaterproduzent Charles Frohman und in Lebenskünstler (1938) als ein Anwalt. Insbesondere die Regisseure Frank Capra, Howard Hawks und Ernst Lubitsch setzten Maxwell regelmäßig in ihren Filmen ein. Für Lubitsch spielte er einen Juwelier in der Liebeskomödie Ninotschka aus dem Jahre 1939 sowie ein Jahr später einen Arzt in Rendezvous nach Ladenschluß. Ebenfalls 1940 verkörperte er den renommierten Psychologen Dr. Eggelhoffer in der Komödie Sein Mädchen für besondere Fälle.
Edwin Maxwell betätigte sich neben der Schauspielerei auch als Dialog-Supervisor von sechs Filmen. Er war bis zu seinem Tod als Schauspieler tätig und verstarb 1948 im Alter von 62 Jahren an einer Intrazerebralen Blutung. Auf Maxwells eigenen Wunsch wurde seine Asche über den Broadway gestreut.

## Filmografie (Auswahl)
- 1914: The Adventures of a Girl Reporter
- 1929: Der Widerspenstigen Zähmung (The Taming of the Shrew)
- 1930: Du Barry, Woman of Passion
- 1930: Im Westen nichts Neues (All Quiet on the Western Front)
- 1931: Yvonne (Inspiration)
- 1932: Menschen im Hotel (Grand Hotel)
- 1932: Scarface
- 1932: Der Tag, an dem die Bank gestürmt wurde (American Madness)
- 1932: Tiger Hai (Tiger Shark)
- 1932: Badenix (You Said a Mouthful)
- 1933: Frisco Jenny
- 1933: The Mayor of Hell
- 1933: I Loved a Woman
- 1933: Aufruhr in Utopia (Tonight Is Ours)
- 1933: Revolution der Jugend (This Day and Age)
- 1933: Die Marx Brothers im Krieg (Duck Soup)
- 1933: Dinner um acht (Dinner at Eight)
- 1934: Wo ist das Kind der Madeleine F.? (Miss Fane’s Baby Is Stolen)
- 1934: Edgar Wallace: Das mysteriöse Schiff (Mystery Liner)
- 1934: Der Strohmann (The Cat’s Paw)
- 1934: The Life of Vergie Winters
- 1934: Cleopatra
- 1935: Der FBI-Agent (G-Men)
- 1935: Der Teufel ist eine Frau (The Devil Is a Woman)
- 1935: Kreuzritter – Richard Löwenherz (The Crusades)
- 1935: Der Untergang von Pompeji (The Last Days of Pompeii)
- 1936: Blinde Wut (Fury)
- 1936: Der Held der Prärie (The Plainsman)
- 1936: Der große Ziegfeld (The Great Ziegfeld)
- 1936: Mr. Deeds geht in die Stadt (Mr. Deeds Goes to Town)
- 1936: Große braune Augen (Big Brown Eyes)
- 1936: Die Kameliendame (Camille)
- 1937: Torture Money
- 1937: Der Liebesreporter (Love Is News)
- 1937: Ein Stern geht auf (A Star Is Born)
- 1937: Slim
- 1937: Das Sklavenschiff (Slave Ship)
- 1937: The Road Back
- 1937: 100 Mann und ein Mädchen (One Hundred Men and a Girl)
- 1937: Denen ist nichts heilig (Nothing Sacred)
- 1938: Drei Männer im Paradies (Paradise for Three)
- 1938: Wirbelwind aus Paris (The Rage of Paris)
- 1938: Lebenskünstler (You Can’t Take It with You)
- 1939: Ninotschka (Ninotchka)
- 1939: Way Down South
- 1939: Trommeln am Mohawk (Drums Along the Mohawk)
- 1939: Der junge Mr. Lincoln (Young Mr. Lincoln)
- 1939: Ein ideales Paar (Made for Each Other)
- 1940: The Blue Bird
- 1940: Rendezvous nach Ladenschluß (The Shop Around the Corner)
- 1940: Rote Teufel um Kit Carson (Kit Carson)
- 1940: Sein Mädchen für besondere Fälle (His Girl Friday)
- 1940: New Moon
- 1941: Mary und der Millionär (The Devil and Miss Jones)
- 1941: Blüten im Staub (Blossoms in the Dust)
- 1942: Street of Chance
- 1942: 10 Leutnants von West-Point (Ten Gentlemen from West Point)
- 1943: Ein himmlischer Sünder (Heaven Can Wait)
- 1943: Holy Matrimony
- 1944: Wilson
- 1944: Als du Abschied nahmst (Since You Went Away)
- 1946: Der Jazzsänger (The Jolson Story)
- 1948: The Vicious Circle